# اتحادیه المپیک بریتانیا
اتحادیه المپیک بریتانیا (انگلیسی: British Olympic Association) یک سازمان ورزشی است که نماینده کشور بریتانیا در کمیته بین‌المللی المپیک می‌باشد.
این سازمان که در سال ۱۹۰۵ تأسیس شده مسئول آماده‌سازی و اعزام ورزشکاران به بازی‌های المپیک، بازی‌های المپیک جوانان و بازی‌های اروپایی است.